# Mezinárodní akrobatická soutěž dvoučlenných posádek a Retro Cup Zbraslavice

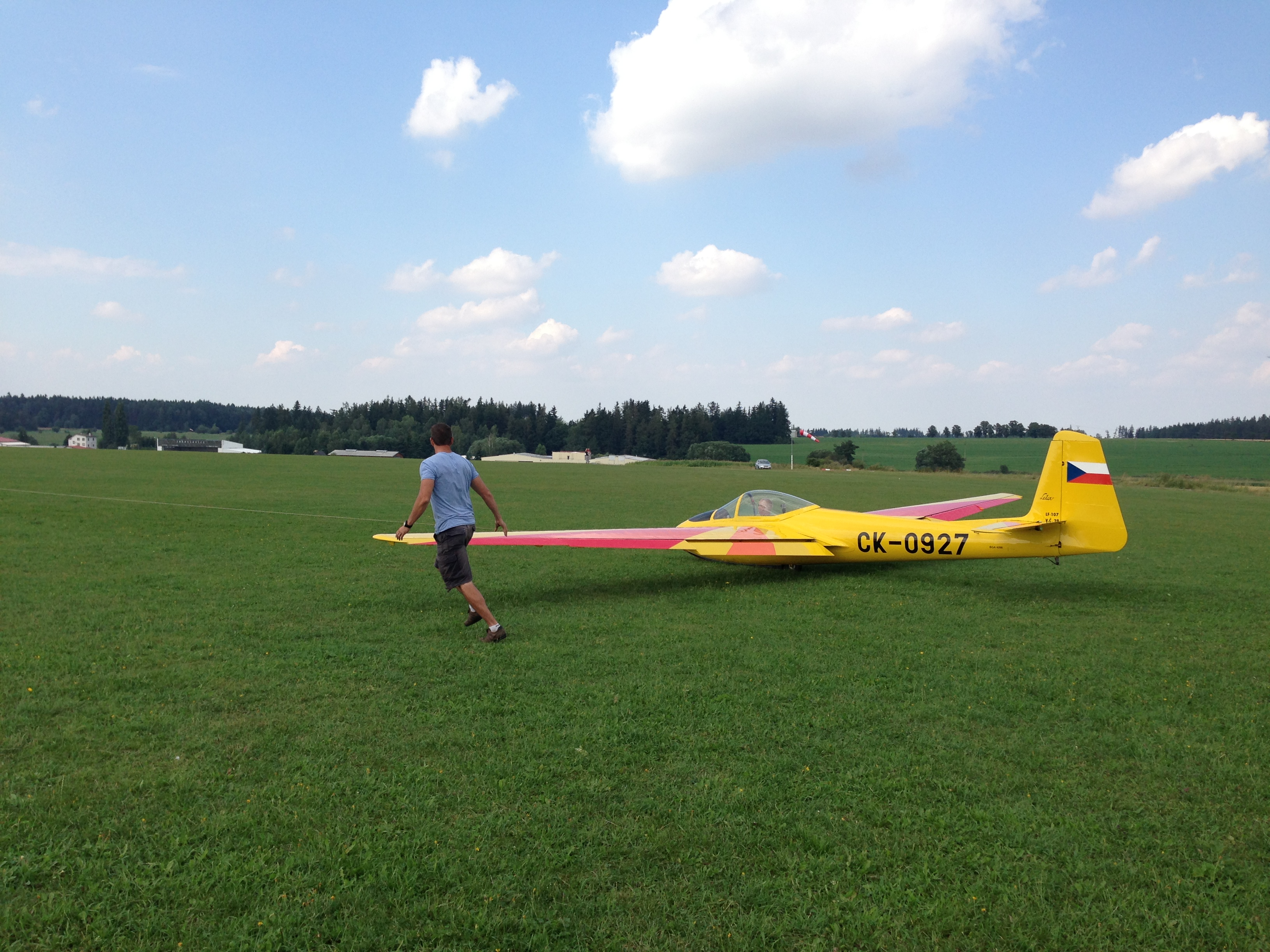
Kluzák LF-107 startující k tréninkovému letu.

Mezinárodní akrobatická soutěž dvoučlenných posádek a Retro Cup je speciální soutěž v akrobacii větroňů, pořádaná od roku 2013 na sportovním letišti Aeroklubu Zbraslavice poblíž Kutné Hory.
Jde o kombinovanou soutěž, ve které soutěží piloti ve více kategoriích – v hlavní kategorii dvoumístných cvičných větroňů, a dále v Retro kategorii, již se mohou zúčastnit piloti létající akrobacii na větroních, vyrobených nejméně před padesáti lety. Dále se v posledních dvou ročnících začalo soutěžit i v kategoriích Advanced a Unlimited. Soutěže se mohou zúčastnit piloti všech národností.
První ročník soutěže se konal v srpnu 2013 a zúčastnilo se jej 12 posádek dvoumístných větroňů a 5 pilotů v kategorii Retro, kteří létali na historických větroních LF 107 Luňák a Lo 100. Výhercem kategorie dvoučlenných posádek se v roce 2013 stal David Beneš s kluzákem L-13 AC, v kategorii Retro pak vyhrál Miloš Ramert se strojem Lo 100.  
V roce 2014 se konal druhý ročník soutěže, a to v náhradním termínu 6. až 7. června. Místo kategorie Retro byla tentokrát odlétána soutěž v druhé nejvyšší akrobatické kategorii Advanced. 
V roce 2015 se soutěž odlétala v termínu 11. až 14. června a soutěžilo celkem 16 pilotů ve třech kategoriích – 9 v hlavní dvouposádkové soutěži, 5 v kategorii Advanced a 2 závodníci v kategorii Unlimited. 
V roce 2016 se bude soutěž konat od 16. do 18. června.

## Výsledky

### 3. ročník soutěže, rok 2015
Kategorie Two-Seater – posádka Jordán – Wojtovič s kluzákem ASK-21.
Kategorie Advanced – Miroslav Černý s kluzákem Swift S-1.
Kategorie Unlimited – Vladimír Machula s kluzákem Swift S-1.

### 2. ročník soutěže, rok 2014
Kategorie Two-Seater – posádka vedená Janem Rolinkem s kluzákem DG-1000S.
Kategorie Advanced – Martin Muck s kluzákem MDM-1 Fox.

### 1. ročník soutěže, rok 2013
Kategorie Two-Seater  – posádka vedená Davidem Benešem s L-13 AC.
Kategorie Retro – Miloš Ramert s kluzákem Lo 100.